# Sobayan
Sobayan is een bestuurslaag in het regentschap Klaten van de provincie Midden-Java, Indonesië. Sobayan telt 3898 inwoners (volkstelling 2010).